# Johann Jakob Griesbach
Johann Jakob Griesbach (ur. 4 stycznia 1745 w Butzbach, zm. 24 marca 1812 w Jenie) – niemiecki biblista, krytyk tekstu Nowego Testamentu, duchowny luterański. Wykształcenie zdobył we Frankfurcie, Tybindze, Lipsku i Halle.
W 1774 roku Griesbach opublikował grecką synopsę trzech pierwszych Ewangelii: Mateusza, Marka i Łukasza. Jako pierwszy trzy pierwsze Ewangelie nazwał synoptycznymi. Słowo synoptyczna pochodzi od greckiego συνοψις (spojrzenie obejmujące całość). Griesbach, wbrew tradycyjnemu poglądowi przypisującemu pierwszeństwo Mateuszowi uznał, że najstarszą jest Ewangelia Marka.

## Tekst Nowego Testamentu
Rękopisy Nowego Testamentu dzielił na trzy grupy: aleksandryjską, zachodnią i bizantyńską. Griesbach uważał, że żaden rękopis nie reprezentuje swej rodziny w czystej formie. Jako pierwszy wysunął tezę, że kopista bardziej skłonny jest do dodawania niż opuszczania i jako pierwszy argumentował, że krótsze warianty (lectio brevior potior) są bardziej prawdopodobne. Griesbach nie brał jednak pod uwagę migracji rękopisów oraz mieszania się tradycji tekstualnych. Wszystkie rękopisy pochodzące z Aleksandrii traktował jako reprezentantów tekstu aleksandryjskiego.
Był pierwszym krytykiem tekstu, który zaczął przywiązywać wagę do cytatów patrystycznych. Jego zdaniem każdy cytat powinien być rozpatrywany indywidualnie, powinien być brany z najlepszych dzieł i tylko z autentycznych dzieł greckich. Należy odróżnić cytat od aluzji, należy zwrócić uwagę na powtarzające się cytaty, czy są cytowane w identyczny sposób.
Griesbach był pierwszym, który wydał w Niemczech grecki tekst Nowego Testamentu w wielu miejscach odbiegający od Textus receptus (1775-1777).
Stosował system numeracji rękopisów wprowadzony przez Wettsteina, system ten, z modyfikacjami, stosowany jest po dziś dzień. Początkowo sądził, że Kodeks Watykański reprezentuje tradycję zachodnią (1777). W 1796 roku zaliczył go do rękopisów aleksandryjskich, jednak w dalszym ciągu był przekonany, że pierwsza połowa Mateusza kodeksu reprezentuje tekst zachodni.
Na tekście J.J. Griesbacha swoje angielskie tłumaczenie Nowego Testamentu opublikowane po raz pierwszy 1840 roku oparł Samuel Sharpe. Wykorzystał je również Benjamin Wilson w swoim przekładzie międzywierszowym The Emphatic Diaglott, wydanym w roku 1864.

## Dzieła
Wydania greckiego NT
- J.J. Griesbach: Novum Testamentum Graece. IV Evangelia. T. I. Londini: 1809. (łac.). Brak numerów stron w książce
- J.J. Griesbach: Novum Testamentum Graece. Acta et Epistolas Apostolorum cum Apocalypsi. T. II. Londini: 1810. (łac.). Brak numerów stron w książce

Inne
- Symbolae criticae ad supplendas et corrigendas variarum N. T. lectionum collectiones. Halle: 1793. Brak numerów stron w książce